# العطف (مركز الجائزة)
العطف قرية سعودية، تتبع مركز الجائزة في محافظة الليث بمنطقة مكة المكرمة.